# Alignement de Bosné
L'alignement de Bosné, appelé aussi menhirs des Pierres Chevêches ou Pierres-Longues, est un alignement mégalithique, désormais ruiné, situé à Saint-Just dans le département français d'Ille-et-Vilaine.

## Historique
L'alignement est décrit par P. Bézier en 1886 sous le nom de Pierres-Longues :

« Il s'étend de l'Est à l'Ouest, sur une longueur de 70 à 80 mètres, et est formé d'une quinzaine de blocs de poudingue quartzeux et de quartz. Les huit premiers blocs, en partant de l'Ouest, sont généralement des pyramides grossières ou des troncs de pyramide dont la hauteur varie de 1,30 m à 2,50 m et le contour à la base de 4 mètres à 6,50 m, ils distants l'un de l'autre de 4, 5, 6 et 7 mètres.

Les blocs qui font suite ont été quelque peu déplacés de la ligne, qui commence alors à décrire une légère courbe vers le Sud, et ont été mutilés.
On en trouve d'abord deux à 6 mètres des précédents ; il sont couchés et mesurent à peine 1 mètre dans chaque sens ; puis cinq, à une dizaine de mètres plus loin. Enfin, un peu au-delà, trois ou quatre blocs d'un moindre volume sont des débris du même monument. »

— P. Bézier, Supplément à l'inventaire des monuments mégalithiques du département d'Ille-et-Vilaine
L'alignement est inscrit au titre des monuments historiques en 1978. Dans le cadre d'un remembrement, les menhirs qui le constituaient ont malgré tout été déplacés sans ménagement en bordure de la parcelle où ils se situaient.

## Description
Les blocs sont en quartz. Il en demeure aujourd'hui un menhir massif en quartz de 2,50 m de hauteur entouré de plusieurs blocs entassés sur une trentaine de mètres.